# Mourid al-Barghouti
Mourid al-Barghouti (en arabe : مريد البرغوثي), né le 8 juillet 1944 à Deir Ghassana en Cisjordanie et mort le 14 février 2021, est un poète et écrivain palestinien.

## Biographie
Mourid al-Barghouti grandit avec ses trois frères à Ramallah. Au milieu des années 1960, il partit poursuivre ses études à l'université du Caire en Égypte. Alors qu'il achevait sa dernière année universitaire, la Guerre des Six Jours de 1967 débuta. La guerre terminée, Israël s'était emparé de Gaza et de la Cisjordanie et Mourid, ainsi que nombre de palestiniens résidant à l'étranger, se retrouva dans l'interdiction de retourner à sa terre natale. Après la guerre, Mourid enseigna d'abord comme professeur à l'université du Koweït. C'est lors de cette période qu'il commença à apporter un vif intérêt à la littérature et à la poésie. Ses premiers écrits furent bientôt publiés dans les journaux de Beyrouth et du Caire. Il noua également d'intimes relations avec le caricaturiste palestinien Naji al-Ali qui, lui aussi, travaillait au Koweït.
En 1970, Mourid épousa la romancière et académicienne égyptienne Radwa Ashour qu'il avait rencontrée deux ans plus tôt à l'université du Caire. Ils eurent un unique enfant, Tamim al-Barghouti, qui est un des plus grands poètes palestiniens du moment.
En 1972, Mourid al-Barghouti publia son premier recueil de poésie La maison du retour à Beyrouth. À partir de cette année, il se multiplia en créations poétiques en publiant près de 12 recueils dont le dernier est Minuit sorti en 2005.
Après trente ans d'exil, les Accords d'Oslo permirent enfin à Mourid, sa femme et son fils de regagner Ramallah en 1996. Ce retour à la terre natale inspira au poète une nouvelle autobiographique intitulée J'ai vu Ramallah qui lui valut, l'année de sa sortie, la médaille littéraire de Naguib Mahfouz. D'importantes figures palestiniennes telles que Ghassan Kanafani et Naji al-Ali apparaissent dans cette nouvelle qui fut traduite en plusieurs langues étrangères.